# SILENT KILLA JOINT
SILENT KILLA JOINT（サイレント・キラ・ジョイント、1994年7月18日 - ）は、日本のラッパー。兵庫県出身。9CASTLE、Squad Words所属。YouTube上ではかずきむぎちゃとしても活動している。

## 略歴
2012年、YouTuberの黎明期にヤンキー系の動画投稿者として人気を博すが、先輩の携帯の待ちうたに設定されていたKGDRの楽曲『公開処刑』を聴いた事をきっかけにヒップホップ・ミュージックに傾倒し始める。
2014年、20歳の誕生日の2週間後に大麻取締法によって逮捕され、懲役1年2月、執行猶予3年の判決を受ける。活動名義をONIONからSilent Killa Jointに改める。
2015年、 当時の所属クルーRODXANGが諸事情により事実上の解散。

### 暴行事件による逮捕と服役
2016年、当時未成年だった知人の女性から「自称ヤクザの男に『友達を風俗に売り飛ばす』などと脅迫されたうえで愛人にされ、肉体関係を迫られた」と相談を受けたことで、報復として先輩3人と共に加害者の男を拉致して監禁、暴行を加え200万円を要求した。その後男には逃げられ、先輩ら共々逮捕される。当初は彼だけ防犯カメラに写っていなかったこともあり、すぐには逮捕されずに指名手配されたが、知人の家に1週間ほど匿って貰った後、弁護士とともに出頭した。
2017年に保釈され、その後の20日間で 3rd EP『Refuse not to Be cool』を制作。
大阪地方裁判所で開かれた刑事裁判では、懲役3年の求刑に対し懲役2年9ヶ月の判決が言い渡された。控訴せず確定して収監され、2019年9月25日に出所した。出所後は P-VINE からdhrmaとの共作アルバム『DAWN』をリリース。MCバトルシーンでも活動している。
2022年12月23日、UMB2022 GRAND CHAMPION SHIP優勝。

## 人物
YouTube上ではかずきむぎちゃの名義で活動している。チャンネル名はポリンキームービー（POLINKEY MOVIE）。逆境の中で自分の内省的な部分を歌詞にして昇華するラッパーであり、MC BATTLEなどにも積極的に加わり幾度か優勝している。

## ディスコグラフィ

### シングル
| シングル名 | リリース日 | レーベル |
| ---------- | ---------- | -------- |
|            |            |          |

### EP
| EP名                  | リリース日    | レーベル   | 備考                                        |
| --------------------- | ------------- | ---------- | ------------------------------------------- |
| Light Side Black      | 2015年3月26日 |            | フリーダウンロード作品                      |
| MIC KAKKY JUCKKIN'    | 2015年6月13日 |            | フリーダウンロード作品                      |
| Sucide return         | 2016年4月23日 |            | フリーダウンロード作品                      |
| Refuse not to Be cool | 2017年1月20日 | 9CASTLE    | 保釈されてから僅か1か月でリリースされた作品 |
| 2020                  | 2020年5月1日  | CERF VILLE | トラックメイカーSULLENとの共同名義作品      |
| Alliberation          | 2020年11月1日 |            | トラックメイカーOGRE WAVEとの共同名義作品   |

### アルバム
|     | アルバム名    | リリース日     | レーベル | 備考                                      |
| --- | ------------- | -------------- | -------- | ----------------------------------------- |
|     | 26.5cmのshoes | 2014年4月20日  |          | onion名義でのリリース                     |
| 1st | 漂流街        | 2020年12月30日 |          | トラックメイカーOGRE WAVEとの共同名義作品 |
| 2nd | DAWN          | 2021年3月10日  | P-VINE   | トラックメイカーdhrmaとの共同名義作品     |

### 参加作品
| アーティスト・タイトル | 楽曲名                   | リリース日   | レーベル    |  |
| ---------------------- | ------------------------ | ------------ | ----------- |  |
| FREEZ・タイトル        | タイトル - BEATS BY mots | 2023年4月1日 | BASE SOUNDZ |  |